# Avelgem
Avelgem és un municipi belga de la província de Flandes Occidental a la regió de Flandes.

## Seccions
| #   | Nom        | Extensió | Població (2006) |
| --- | ---------- | -------- | --------------- |
| I   | Avelgem    | 9,96     | 6.190           |
| II  | Bossuit    | 1,99     | 470             |
| III | Outrijve   | 3,24     | 1.154           |
| IV  | Waarmaarde | 2,92     | 695             |
| V   | Kerkhove   | 3,65     | 942             |

Font: http://www.avelgem.be

## Evolució demogràfica
- Font:NIS
- 1977: annexió de Bossuit, Kerkhove, Outrijve i Waarmaarde, i part de Kluisbergen

## Situació

Localització d'Avelgem

| - a. Sint-Denijs (Zwevegem) - b. Moen (Zwevegem) - c. Heestert (Zwevegem) - d. Otegem (Zwevegem) - e. Tiegem (Anzegem) - f. Kaster (Anzegem) - g. Elsegem (Wortegem-Petegem) - h. Berchem (Kluisbergen) - i. Ruien (Kluisbergen) - j. Orroir (Mont-de-l'Enclus) - k. Escanaffles (Celles (Hainaut)) - l. Pottes (Celles) - m. Helkijn (Spiere-Helkijn) |

## Personatges il·lustres
- Marc Demeyer, ciclista